# MPS (vela)
L'MPS (ovvero Multi Purpose Sail) è una vela per le andature portanti, concepita per la crociera. È realizzata in tessuto da spinnaker, dal quale si differenzia per l'asimmetria del taglio.
L'MPS è infatti murato a prua come un fiocco, o, eventualmente, con un caricabasso, talvolta riviato in pozzetto e usato come manovra corrente. È issato, e non ingarrocciato, con il punto di scotta manovrato come uno spinnaker. 
Lo si utilizza per le andatura da lasco a gran lasco e vien detto anche spi da lasco.

È molto più grasso del gennaker, ma più magro e meno spallato dello spinnaker.
Può assumere anche altri nomi, a seconda della veleria che lo produce.
Sta lasciando il posto al gennaker.